# Älgträsket (Lövångers socken, Västerbotten)
Älgträsket är en sjö i Skellefteå kommun i Västerbotten och ingår i Mångbyåns huvudavrinningsområde. Sjön har en area på 3,07 kvadratkilometer och ligger 12 meter över havet. Sjön avvattnas av vattendraget Högfjärdån.

## Delavrinningsområde
Älgträsket ingår i det delavrinningsområde (715947-177045) som SMHI kallar för Utloppet av Älgträsket. Medelhöjden är 24 meter över havet och ytan är 22,22 kvadratkilometer. Det finns inga avrinningsområden uppströms utan avrinningsområdet är högsta punkten. Högfjärdån som avvattnar avrinningsområdet har biflödesordning 2, vilket innebär att vattnet flödar genom totalt 2 vattendrag innan det når havet efter 17 kilometer. Avrinningsområdet består mestadels av skog (64 procent). Avrinningsområdet har 3,36 kvadratkilometer vattenytor vilket ger det en sjöprocent på 14,5 procent.